# Nínox rialler
El nínox rialler (Ninox albifacies; syn:Sceloglaux albifacies) fou una espècie extinta d'au estrigiforme de la família dels estrígids (Strigidae). Endèmica de Nova Zelanda, el seu estat de conservació es considera extint.
Es considera que es va extingir a principis del segle xx. Alguns espècimens van ser enviats al Museu Britànic on es va publicar una descripció científica l'any 1845. En maorí s'anomena Whēkau .

## Taxonomia
Anteriorment el nínox rialler estava classificada al gènere monofilètic Sceloglaux i així consta encara en el Handook of the Birds of the World i la quarta versió de la BirdLife International Checklist of the birds of the world (Desembre 2019). Tanmateix, el Congrés Ornitològic Internacional passà a encasellar aquesta espècie dins del gènere Ninox en la seva llista mundial d'ocells a partir del 2021 (versió 11.1, gener 2021).

## Descripció
Mesurava uns 38 cm i pesava 600 g. El seu plomatge era de color marró groguenc amb ratlles de color marró fosc. Tenia bandes blanques en les escàpules i ocasionalment en la part posterior del coll. Les ales i la cua tenien ratlles de color marró clar. Potes llargues, cobertes de plomes i de color groguenc vermellós. El disc facial era blanc per darrere i sota els ulls, descoloració grisa amb ratlles de color vermell fosc-marró cap al centre.
Realitzava reclams molt sonors, sobretot durant les nits, compostos d'una sèrie de xiscles, que repetia sovint; i d'una mena de lladruc. El seu reclam li va conferir el nom comú, tant en català com en altres llengües (Laughing Owl, en anglès), perquè semblava que reia.

## Distribució i hàbitat
Era endèmica de Nova Zelanda, la subespècie albifacies es distribuïa per l'illa del Sud i l'illa Stewart (encara que també s'han trobat registres fòssils d'aquesta espècie a les illes Chatham); i la subespècie rufifacies a l'illa del Nord.
Habitava en diversos àmbits: boscos, matolls, zones obertes; però en zones escarpades i rocoses per poder-se refugiar i niar.

## Comportament
S'alimentava sobretot d'aus, dragons, ratpenats i rosegadors; encara que també menjava insectes (escarabats i cucs).
Niaven en afloraments rocosos, en forats profunds, secs, i estrets. Ponien dos ous, que mesuraven uns 48x40 mm.

## Extinció
Les raons de la seva extinció no són clares, possiblement va ser la modificació dels seus hàbitats i la introducció de mamífers que la depredaven i depredaven sobre les seves preses (sobretot per la disminució de les poblacions de rata de la Polinèsia). També la introducció de malalties aviàries, i la recol·lecció d'exemplars per als museus van poder contribuir a la seva extinció.
Era una espècie abundant quan els europeus van arribar l'any 1804. Però cada vegada menys freqüent cap a la dècada del 1840, i el seu declivi va ser molt ràpid. L'últim espècimen de la subespècie de l'Illa Nord (rufifàcies) va ser confirmat l'any 1889, malgrat va haver-hi albiraments no confirmats fins a la dècada de 1930.
La subespècie de l'Illa del Sud va resistir més, l'últim albirament confirmat es va produir l'any 1914 a South Canterbury, tot i que hi va haver notícies d'albiraments fins a la dècada de 1960.